# Biwa-See-Marathon

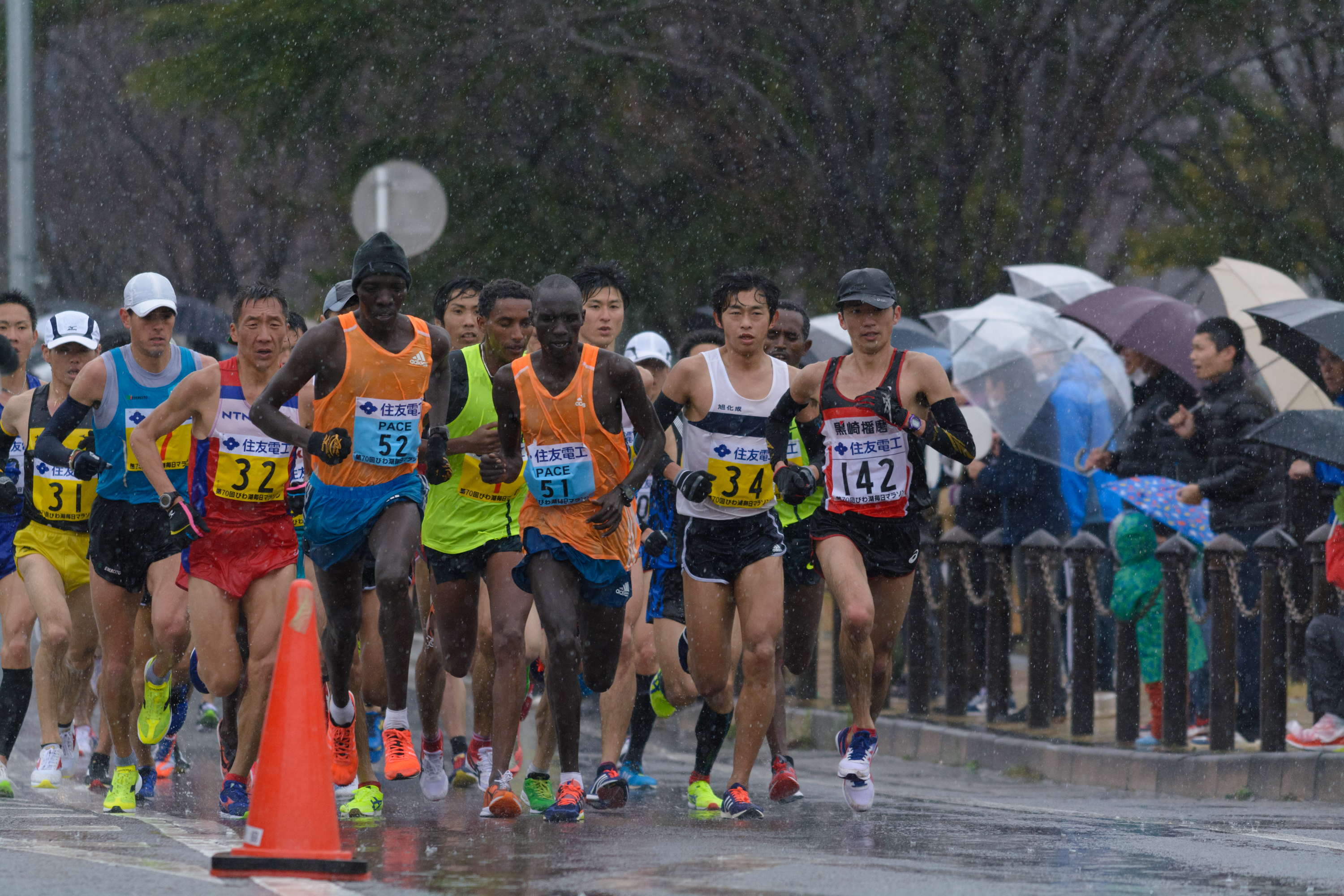
Läufer 2015

Der Biwa-See-Marathon (jap. びわ湖毎日マラソン Biwa-ko Mainichi Marason; engl. Bezeichnung Lake Biwa Marathon) war ein Marathon für die männliche Laufelite, der von 1946 bis 2021 stattfand. Veranstalter waren der japanische Leichtathletikverband JAAF, die Zeitung Mainichi Shimbun, die Präfektur Shiga und die Stadt Ōtsu. Die Laufstrecke führte am Biwa-See und am Fluss Seta entlang.
Von 1946 bis 1962 fand der damals Mainichi Marathon benannte Lauf in Osaka statt, von 1963 bis 1965 in Tokio und 1994 in Hiroshima als Mainichi International Marathon. Die 76. Ausgabe am 28. Februar 2021 war die letzte Austragung des Marathonlaufs.

## Statistik

### Streckenrekord
- 2:04:56 h, Kengo Suzuki  Japan, 2021

### Siegerliste
Quellen: Website des Veranstalters, ARRS
Zahlen hinter dem Namen geben die Anzahl der bisherigen Siege an.
| Datum         | Sieger                    | Nation                 | Zeit      |
| ------------- | ------------------------- | ---------------------- | --------- |
| 28. Feb. 2021 | Kengo Suzuki              | Japan                  | 2:04:56   |
| 8. März 2020  | Evans Chebet              | Kenia                  | 2:07:29   |
| 10. März 2019 | Salah Eddine Bounasr      | Marokko                | 2:07:52   |
| 4. März 2018  | Joseph Ndirangu           | Kenia                  | 2:07:53   |
| 5. März 2017  | Ezekiel Kiptoo Chebii     | Kenia                  | 2:09:06   |
| 6. März 2016  | Lucas Kimeli Rotich       | Kenia                  | 2:09:11   |
| 1. März 2015  | Samuel Ndungu Wanjiku -2- | Kenia                  | 2:09:08   |
| 2. März 2014  | Bazu Worku                | Äthiopien              | 2:09:10   |
| 3. März 2013  | Vincent Kipruto           | Kenia                  | 2:08:34   |
| 4. März 2012  | Samuel Ndungu Wanjiku     | Kenia                  | 2:07:04   |
| 6. März 2011  | Wilson Kipsang            | Kenia                  | 2:06:13   |
| 7. März 2010  | Yemane Tsegay             | Äthiopien              | 2:09:34   |
| 1. März 2009  | Paul Tergat               | Kenia                  | 2:10:22   |
| 2. März 2008  | Mubarak Hassan Shami      | Katar                  | 2:08:23   |
| 4. März 2007  | Samson Ramadhani          | Tansania               | 2:10:43   |
| 5. März 2006  | José Ríos -2-             | Spanien                | 2:09:15   |
| 6. März 2005  | Joseph Muriithi Riri      | Kenia                  | 2:09:00   |
| 7. März 2004  | José Ríos                 | Spanien                | 2:07:42   |
| 2. März 2003  | Japhet Kosgei Kipkorir    | Kenia                  | 2:07:39   |
| 3. März 2002  | Ryūji Takei               | Japan                  | 2:08:35   |
| 4. März 2001  | Antoni Peña               | Spanien                | 2:07:34   |
| 5. März 2000  | Martín Fiz -3-            | Spanien                | 2:08:14   |
| 7. März 1999  | Martín Fiz -2-            | Spanien                | 2:08:50   |
| 1. März 1998  | Muneyuki Ojima            | Japan                  | 2:08:43   |
| 2. März 1997  | Martín Fiz                | Spanien                | 2:08:05   |
| 3. März 1996  | Joaquim Pinheiro          | Portugal               | 2:09:32   |
| 19. März 1995 | Yūji Nakamura             | Japan                  | 2:10:49   |
| 6. März 1994  | Ken’ichi Suzuki           | Japan                  | 2:11:05   |
| 14. März 1993 | Mike O’Reilly -2-         | Vereinigtes Königreich | 2:11:01   |
| 15. März 1992 | Mike O’Reilly             | Irland                 | 2:13:15   |
| 10. März 1991 | Simon Mrashani            | Tansania               | 2:11:34   |
| 11. März 1990 | Eddy Hellebuyck           | Belgien                | 2:13:03   |
| 12. März 1989 | Tōru Kozasu               | Japan                  | 2:14:31   |
| 13. März 1988 | Toshihiko Seko            | Japan                  | 2:12:41   |
| 8. März 1987  | Fumiaki Abe -2-           | Japan                  | 2:11:08   |
| 9. März 1986  | Toshihiro Shibutani       | Japan                  | 2:14:55   |
| 10. März 1985 | Fumiaki Abe               | Japan                  | 2:11:04   |
| 11. März 1984 | Tetsuji Iwase             | Japan                  | 2:14:24   |
| 13. März 1983 | Kōshirō Kawaguchi         | Japan                  | 2:13:22   |
| 14. März 1982 | Michio Mizukubo           | Japan                  | 2:15:23   |
| 15. März 1981 | Masao Matsuo              | Japan                  | 2:14:38   |
| 23. März 1980 | Hiroshi Yuge              | Japan                  | 2:14:33   |
| 15. Apr. 1979 | Shigeru Sō                | Japan                  | 2:13:26   |
| 23. Apr. 1978 | Takeshi Sō                | Japan                  | 2:15:15   |
| 17. Apr. 1977 | Karel Lismont             | Belgien                | 2:14:08   |
| 18. Apr. 1976 | Akio Usami -5-            | Japan                  | 2:15:22   |
| 20. Apr. 1975 | Akio Usami -4-            | Japan                  | 2:12:40   |
| 21. Apr. 1974 | Akio Usami -3-            | Japan                  | 2:13:24   |
| 18. März 1973 | Frank Shorter             | Vereinigte Staaten     | 2:12:03   |
| 19. März 1972 | Akio Usami -2-            | Japan                  | 2:20:24   |
| 21. März 1971 | Yoshiaki Unetani          | Japan                  | 2:16:45,4 |
| 12. Apr. 1970 | Bill Adcocks              | Vereinigtes Königreich | 2:13:46   |
| 11. Mai 1969  | Kazuo Matsubara           | Japan                  | 2:22:44   |
| 14. Apr. 1968 | Akio Usami                | Japan                  | 2:13:49   |
| 14. Mai 1967  | Yoshirō Mifune -2-        | Japan                  | 2:25:53   |
| 5. Juni 1966  | Yoshirō Mifune            | Japan                  | 2:26:01,6 |
| 9. Mai 1965   | Abebe Bikila -2-          | Äthiopien              | 2:22:55,8 |
| 12. Apr. 1964 | Kenji Kimihara -2-        | Japan                  | 2:17:11,4 |
| 12. Mai 1963  | Kenji Kimihara            | Japan                  | 2:20:24,8 |
| 13. Mai 1962  | Masayuki Nagata           | Japan                  | 2:27:37   |
| 25. Juni 1961 | Abebe Bikila              | Äthiopien              | 2:29:27   |
| 15. Mai 1960  | Nobuyoshi Sadanaga        | Japan                  | 2:34:57   |
| 10. Mai 1959  | Kurao Hiroshima -3-       | Japan                  | 2:30:06   |
| 11. Mai 1958  | Takayuki Nakao            | Japan                  | 2:25:51   |
| 3. Mai 1957   | Kurao Hiroshima -2-       | Japan                  | 2:31:20   |
| 6. Mai 1956   | Yoshiaki Kawashima        | Japan                  | 2:27:45   |
| 8. Mai 1955   | Kurao Hiroshima           | Japan                  | 2:26:32   |
| 16. Mai 1954  | Hideo Hamamura            | Japan                  | 2:27:56   |
| 10. Mai 1953  | Hiroshi Uwa               | Japan                  | 2:41:28   |
| 4. Mai 1952   | Yoshitaka Uchikawa        | Japan                  | 2:29:54,4 |
| 6. Mai 1951   | Tadashi Asai              | Japan                  | 2:32:41   |
| 7. Mai 1950   | Giichi Noda               | Japan                  | 2:37:25   |
| 4. Mai 1949   | Saburō Yamada             | Japan                  | 2:40:32   |
| 9. Mai 1948   | Shinzō Koga -3-           | Japan                  | 2:40:05   |
| 18. Mai 1947  | Shinzō Koga -2-           | Japan                  | 2:43:17   |
| 10. Feb. 1946 | Shinzō Koga               | Japan                  | 2:44:57   |